# Histoire de l'Île-du-Prince-Édouard
L’Histoire de l'Île-du-Prince-Édouard peut être divisée en quatre périodes : les premiers temps, l'Acadie, la colonie britannique et la confédération canadienne qu'elle a rejoint le 1er juillet 1873.

## Les premiers temps
L'Île-du-Prince-Édouard était à l'origine habitée par les Micmacs. Ils l'appelaient « Abegweit » qui veut dire « bercer sur les vagues ». Ils croyaient que l'île avait été formée par le Grand Esprit déposant de l'argile rouge qui aurait pris sa forme sur les flots bleus.

## L'Acadie

L'île Saint-Jean en 1758.

Comme partie de la colonie française de l'Acadie, et, après 1713, de la colonie de l'Île Royale, l'île était appelée « Île Saint-Jean ». Quelque mille Acadiens vivaient sur l'île. Par ailleurs, plusieurs débarquèrent sur l'île venant de la Nouvelle-Écosse au moment de la déportation des Acadiens en 1755.  Ils étaient cinq mille.
En 1758, les soldats britanniques, sous le commandement du colonel Andrew Rollo, reçurent l'ordre du général Jeffery Amherst de prendre l'île.  Plusieurs Acadiens furent déportés.  Après avoir quitté l'île, trois cent soixante moururent lorsque le navire Duke William coula avec deux autres navires, le Violet (280 moururent) et le Ruby (213 moururent) le 13 décembre 1758, en route de l'île Saint-Jean vers la France.

## La colonie britannique
La nouvelle colonie britannique de « St. John's Island », aussi connue comme « Island of St. John » fut établie par des familles recherchant l'élégance sur mer. L'île devint au XVIIIe siècle un lieu de retraite paisible pour la noblesse britannique.
En 1798, la Grande-Bretagne changea le nom de « St. John's Island » pour « Prince Edward Island » afin de la distinguer de noms semblables dans l'Atlantique. Le nouveau nom honore le quatrième fils du roi George III, le prince Édouard-Auguste de Kent (1767-1820), qui commandait alors les troupes britanniques à Halifax. Il était le père de la reine Victoria.

## La confédération canadienne
En septembre 1864, l'Île-du-Prince-Édouard était l'hôte de la Conférence de Charlottetown qui était la première rencontre d'un processus dirigeant les Articles de la Confédération et la création du Canada en 1867. L'Île-du-Prince-Édouard n'a pas trouvé les termes de l'union favorables et refusa de s'y joindre en 1867, choisissant de rester une partie de la nation de la Grande-Bretagne et d'Irlande. À la fin des années 1860, la colonie examina diverses options, incluant la possibilité de devenir un État indépendant, comme celle de rejoindre les États-Unis d'Amérique.
Au début des années 1870, la colonie commença la construction d'un chemin de fer et frustrée par la Grande-Bretagne commença des négociations avec les États-Unis. En 1873, le premier ministre John A. Macdonald, inquiet de l'expansionnisme américain et cherchant une distraction du Scandale du Pacifique, négocia pour que l'Île-du-Prince-Édouard joigne le Canada. Le gouvernement fédéral du Canada assuma la dette du chemin de fer de la colonie et accepta de financer le rachat des terres des propriétaires absents afin de libérer l'île de la tenure en loyer et pouvoir les vendre aux nouveaux immigrants. L'Île-du-Prince-Édouard entra dans la confédération le 1er juillet 1873.
Pour avoir été l'hôte de la rencontre inaugurale de la confédération, la Conférence de Charlottetown, l'Île-du-Prince-Édouard se présente comme le « lieu de naissance de la confédération ». Plusieurs édifices, un traversier, et le pont de la Confédération, le pont le plus long sur les eaux glacées au monde, utilisent le mot « confédération » de plusieurs façons. L'édifice le plus éminent dans la province avec ce nom est le « Confederation Centre of the Arts », présenté comme un cadeau aux Prince-Édouardiens par les 10 gouvernements provinciaux et le gouvernement fédéral lors du centenaire de la Conférence de Charlottetown, à Charlottetown, comme monument national aux Pères de la confédération.